# Ignjat Tudušević
Ignjat Tudušević (1596. − 1645.), hrvatski katolički svećenik, isusovac.
Bio je među prvim hrvatskim profesorima na inozemnim sveučilištima. Dao je u Rimu 1630. godine tiskati djelo Marina Getaldića De resolutione et compositione mathematica (O analitičkom i sintetičkom u matematici).